# Muerte súbita en deportistas

Se denomina muerte súbita en el deporte a la defunción imprevista durante el evento deportivo pese a los anodinos controles sanitarios previos, que resultaron negativos.

## Etiología
Las causas más frecuentes son:
- Miocardiopatía hipertrófica.
- Displasia arritmógena del ventriculo derecho.
- Cardiopatía isquémica.
- Aneurisma cerebral.

La protección hormonal en mujeres antes de la menopausia es lo que probablemente condiciona que sea 8 veces más frecuente en varones entre los adultos jóvenes.
Algunas veces hay predisposición genética mendeliana (Brugada, QT largo etc).

## Patogenia
Hay una incidencia estadísticamente mayor por la mañana y en invierno.
La cardiopatía isquémica es la causa más frecuente (más del 50 % de los casos) y el exitus suele ser por fibrilación ventricular y a veces, las menos, por bradiarritmias.
Ocasionalmente hay compresión de trayectos aberrantes por malformación de las coronarias, inadvertida hasta entonces.

### Incidenciaconexitus letalis(enautopsia)
Hay un claro riesgo según la edad:
- En menores de 35 años es la miocardopatía hipertrófica, salvo en Italia, donde es más frecuente la DAVD: Displasia arritmogénica del ventrículo derecho.

- En mayores de 35 años la causa más frecuente es la cardiopatía isquémica.

### Clasificación según el substratoanatomopatológico

#### Corazón estructuralmente normal
- Síndrome de Brugada.
- Síndrome del QT largo.
- Síndrome del QT corto.
- Taquicardia ventricular polimórfica.
- Síndrome de Wolff Parkinson White.

#### Miocardiopatías
- Miocardiopatía hipertrófica.

- Displasia arritmógena del ventriculo derecho: DAVD.

#### Coronopatías congénitas (no arterioscleróticas)
TCI que nace del seno de Vasalva derecho.
TCI que nace del tronco de la arteria pulmonar.

#### Coronopatias arterioscleróticas
- Infarto agudo.

- Fibrilación ventricular.

- Bradiarritmias.

Actividad eléctrica sin pulso.

## Tratamiento

### Preventivo
El estudio previo y profiláctico que se suele hacer es muy diferente en deportistas de base y en deportistas de élite.
Las federaciones deportivas deberían exigir cada año, al menos, anamnesis completa con antecedentes personales y familiares, ECG de 12 derivaciones y ecocardiografía.
Pero el estudio profiláctico requerido es a veces solo una exigencia burocrática: certificado médico que expone que tras exploración física no se aprecian anomalías, que es lo que se puede hacer en el centro de salud, donde obviamente no puede tener trato preferente el deportista respecto al trabajador, que muchas veces realiza mayor esfuerzo cotidiano.
La valoración de la fracción de eyección es el único factor predictivo que ha demostrado ser útil cuando todos los tests habituales son anodinos.

### Resolutorio
La desfibrilación puede ser resolutoria. A remarcar que el desfibrilador, presente ya en los pasillos de los grandes centros comerciales, está aún ausente en muchos estadios.
Dada la importancia de la inmediatez, los modernos desfibriladores pueden usarse casi sin entrenamiento previo, pues están acompañados por instrucciones grabadas a viva voz, que hay que seguir.
Después, el tratamiento etiológico: betabloqueantes, IECA, anticoagulación etc.
En pacientes con PAS > 140mmHg la función sistólica suele estar conservada y se usan preferentemente vasodilatadores.
En pacientes con PAS entre 100 y 140 se suele observar sobrecarga de volumen y disfunción sistólica de VI por lo que se recomiendan diuréticos junto a vasodilatadores.
En pacientes con PAS < 100mmHg la función sistólica suele estar muy deteriorada y por ello se requieren inotrópicos.